# 트로트가 좋다!
오유진의 트로트가 좋다!는 TBN 대전교통방송(대전·세종·충청 FM 102.9MHz, 서산 FM 103.9MHz)에서 평일 오후 5시부터 5시 52분까지 방송되었던 대전과 세종 충청권 지역의 라디오 트로트 음악 프로그램이다. 2023년 12월 28일 자로 8개월만에 폐지되었다.

## 프로그램 소개
- 오직 트로트! 온 국민이 좋아하는 트로트 가요로 오후 피로를 타파해 드립니다.

## 요일 코너
- 월요일 - 배틀 트롯..숨은 고수를 찾아라 : MC킴과 함께하는 히든싱어들의 서바이벌 맞수 대결
- 화요일 - 김연태의 추억찾기 : 중장년층의 가슴에 남아있는 추억 보따리 대 방출
- 수요일 - 살리고 살리고~ : 운전하면서 듣기 좋은 신나는 트로트 메들리
- 목요일 - 오늘 이 가수 : 트로트 가수 출연 라이브 무대
- 금요일 - 김혜원의 영 트로트 : 젊은 트로트 가수의 노래와 비하인드 스토리